# Ampilly-les-Bordes
Ampilly-les-Bordes is een gemeente in het Franse departement Côte-d'Or (regio Bourgogne-Franche-Comté) en telt 76 inwoners (2009). De plaats maakt deel uit van het arrondissement Montbard.

## Geografie
De oppervlakte van Ampilly-les-Bordes bedraagt 14,3 km², de bevolkingsdichtheid is dus 5,3 inwoners per km².
De onderstaande kaart toont de ligging van Ampilly-les-Bordes met de belangrijkste infrastructuur en aangrenzende gemeenten.

## Demografie
Onderstaande figuur toont het verloop van het inwonertal (bron: INSEE-tellingen).